# Mali Orehek
Mali Orehek je naselje v Občini Novo mesto.